# 버디 가이
버디 가이(영어: Buddy Guy, 1936년 7월 30일 ~ )는 미국의 블루스 기타리스트이자 가수이다. 그는 시카고 블루스의 대표자이며 에릭 클랩튼, 지미 헨드릭스, 지미 페이지, 키스 리처즈, 스티비 레이 본, 제프 벡, 존 메이어를 포함한 유명한 기타리스트들에게 영향을 미쳤다. 1960년대에, 가이는 체스 레코드의 하우스 기타리스트로서 머디 워터스와 함께 연주했고 하모니카 연주자 주니어 웰스와 음악적 제휴를 시작했다.
가이는 《롤링 스톤》의 "역대 최고의 기타리스트 100인"에서 30위에 올랐다. 그의 노래 "Stone Crazy"는 "역대 최고의 기타 100곡" 롤링 스톤 목록에서 78위에 올랐다. 클랩튼은 한때 그를 "현존하는 최고의 기타 연주자"라고 묘사했다.
1999년에 그는 도널드 윌록과 함께 《Damn Right I've Got the Blues》라는 책을 썼다. 가이의 자서전, "When I Left Home: My Story"는 2012년에 출판되었다.

## 생애

### 어린 시절
가이는 루이지애나주의 렛스워쓰에서 태어나고 자랐다. 그는 그가 만든 두줄로 된 디들리 보를 이용해 기타 연주를 배우기 시작했다. 이후에 그는 하모니 어쿠스틱 기타를 받았는데, 수십년이 지난 후 그의 긴 경력에서 로큰롤 명예의 전당에 기부되었다.

### 경력
1950년대 초에 그는 배턴루지에서 밴드들과 공연을 하기 시작했다. 그곳에서 사는 동안, 그는 루이지애나 주립 대학교에서 관리인으로 일했다.
1957년 9월 25일 시카고로 이주한 직후, 가이는 머디 워터스의 영향을 받게 되었다. 1958년에 웨스트 사이드 기타리스트인 매직 샘과 오티스 러쉬와의 경쟁에서 그는 기록적인 계약을 맺었다. 얼마 지나지 않아 그는 코브라 레코드에 녹음했다. 그는 1965년과 1966년에 친근한 "채프"라는 필명으로 주니어 웰스와 델마르크 레코드를 위한 세션을 녹음했다.
그의 초기 경력은 1959년부터 1968년까지 그의 음반 회사인 체스 레코드에 의해 만들어진 보수적 사업 선택으로 인해 방해를 받았는데, 그는 라이브 공연에서 새로운 스타일로 경기하는 것을 거절했다. 체스 레코드의 창시자인 레너드 체스는 가이의 연주를 "소음"이라고 비난했다. 1960년대 초반, 체스는 R&B 발라드, 재즈 악기, 소울, 신규성 댄스 곡으로 가이를 솔로 가수로 녹음하려고 했지만, 이 음반들 중 어느 것도 싱글로 발매되지 않았다.

## 음반 목록

### 정규 음반
- 1967년 - Left My Blues in San Francisco
- 1968년 - A Man and the Blues
- 1972년 - Hold That Plane!
- 1979년 - Stone Crazy!
- 1980년 - Breaking Out
- 1982년 - DJ Play My Blues
- 1991년 - Damn Right, I've Got the Blues
- 1993년 - Feels Like Rain
- 1994년 - Slippin' In
- 1998년 - Heavy Love
- 2001년 - Sweet Tea
- 2003년 - Blues Singer
- 2005년 - Bring 'Em In
- 2008년 - Skin Deep
- 2008년 - Going Back to Acoustic
- 2010년 - Living Proof
- 2013년 - Rhythm & Blues
- 2015년 - Born to Play Guitar
- 2018년 - The Blues Is Alive and Well

### 라이브 음반
- 1968년 This Is Buddy Guy (Live)
- 1979년 Live at the Checkerboard Lounge
- 1980년 The Dollar Done Fell
- 2003년 Chicago Blues Festival 1964
- 2003년 Jammin’ Blues Electric & Acoustic
- 2003년 Live at the Mystery Club
- 2012년 Live at Legends
- 2016년 I'll Play the Blues for You

## 출연 작품

### 영화
- 2025년 씨너스: 죄인들 - 새미 "프리처 보이" 무어 역 (노년)

## 같이 보기
- 몽트뢰 재즈 페스티벌